# Stewart (British Columbia)
Stewart ist eine Kleinstadt am Ende des Portland Canal im Bezirk Kitimat-Stikine im Westen der kanadischen Provinz British Columbia.

## Geschichte
Die im Gebiet des Nass River siedelnden Nisga’a bezeichneten die Ebenen rund um die Mündung des Bear River in den Pazifik als Skam a Kounst – Sicherer Platz, da er sie vor den Angriffen der Haida, welche die übrigen Küstenregionen beherrschten, schützte. Das Gebiet am östlichen Ende des Portland Canal war ein bedeutender saisonaler Siedlungsplatz, der besonders im Frühherbst für das Sammeln von Beeren, das Fischen nach Lachs und die Jagd aufgesucht wurde.

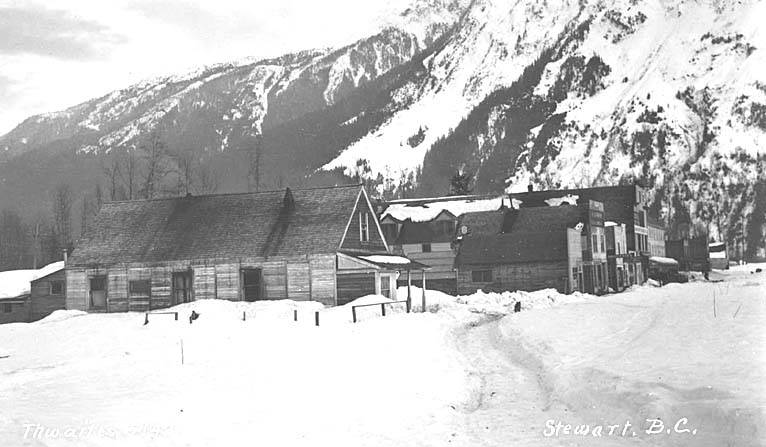
Stewart um 1912

Erst 1896 unternahm Hauptmann David du Bose Gaillard (1859–1913) vom United States Army Corps of Engineers eine Forschungsreise, um die Gebiete im extremen Süden Alaskas zu erforschen und um die territorialen Ansprüche infolge eines Grenzstreites mit Kanada geltend zu machen. Die bald darauf einsetzende genauere Erforschung des Gebietes führte zur Entdeckung von Gold- und Silbervorkommen im Tal des Salmon River im Jahr 1898. Die Gebrüder Stewart siedelten seit 1902 in der Gegend und nach der 1905 erfolgten Eröffnung eines Postamts benannte der Postvorsteher Robert M. Stewart die noch namenlose Siedlung nach sich.
Die Minenindustrie ließ die Bevölkerung bis zur Zeit des Ersten Weltkrieges auf rund 10.000 Menschen anwachsen. Da nur wenig Platz für den Bau von Häusern zur Verfügung stand, wurden Pfahlbauten im Watt und im Meer errichtet, deren Überreste heute noch sichtbar sind. Da die Minen sich als wenig ergiebig erwiesen, nahm die Einwohnerzahl bis zum Ende der zwanziger Jahre bis auf etwa 500 ab. Erst die Eröffnung der Granduc-Kupfermine im Jahr 1956 führte zu einem Anstieg der Bevölkerung auf etwa 2.000; allerdings geht dieser Wert seit der Minenschließung im Jahr 1984 kontinuierlich zurück.
Die Zuerkennung der kommunalen Selbstverwaltung für die Gemeinde erfolgte am 16. Mai 1930 (incorporated als Village Municipality).
Mit der Geschichte der Gemeinde und der Region beschäftigt sich auch das 1976 eröffnete Stewart Historical Museum.

## Demographie
Der Zensus im Jahre 2011 ergab für die Ansiedlung eine Bevölkerungszahl von 494 Einwohnern. Die Bevölkerung der Ansiedlung hatte dabei im Vergleich zum Zensus von 2006 um 0,4 % abgenommen, während die Bevölkerung in Provinz Britisch Columbia gleichzeitig um 7,0 % anwuchs.

## Wirtschaft
Haupterwerbsquellen sind kleinere bergbauliche Unternehmen, die Holzwirtschaft und die Fischereiindustrie sowie der Tourismus.
Das Durchschnittseinkommen der Beschäftigten aus Stewart lag im Jahr 2005 bei deutlich überdurchschnittlichen 29.991 C $, während es zur selben Zeit im Durchschnitt der gesamten Provinz British Columbia 24.867 C $ betrug. Der Einkommensunterschied zwischen Männern (41.349 C $) und Frauen (23.405 C $) ist in Stewart ebenfalls sehr ausgeprägt und erklärt sich zum Teil durch die unterschiedliche Bezahlung in den jeweiligen Hauptbeschäftigungsbereichen (Männer = Holzverarbeitendes Gewerbe, Forstwirtschaft sowie herstellendes Gewerbe und Bergbau; Frauen = Handel und Verpflegunggewerbe) und zum anderen auch durch den unterschiedlichen Beschäftigungsgrad von Männern und Frauen.

## Verkehr

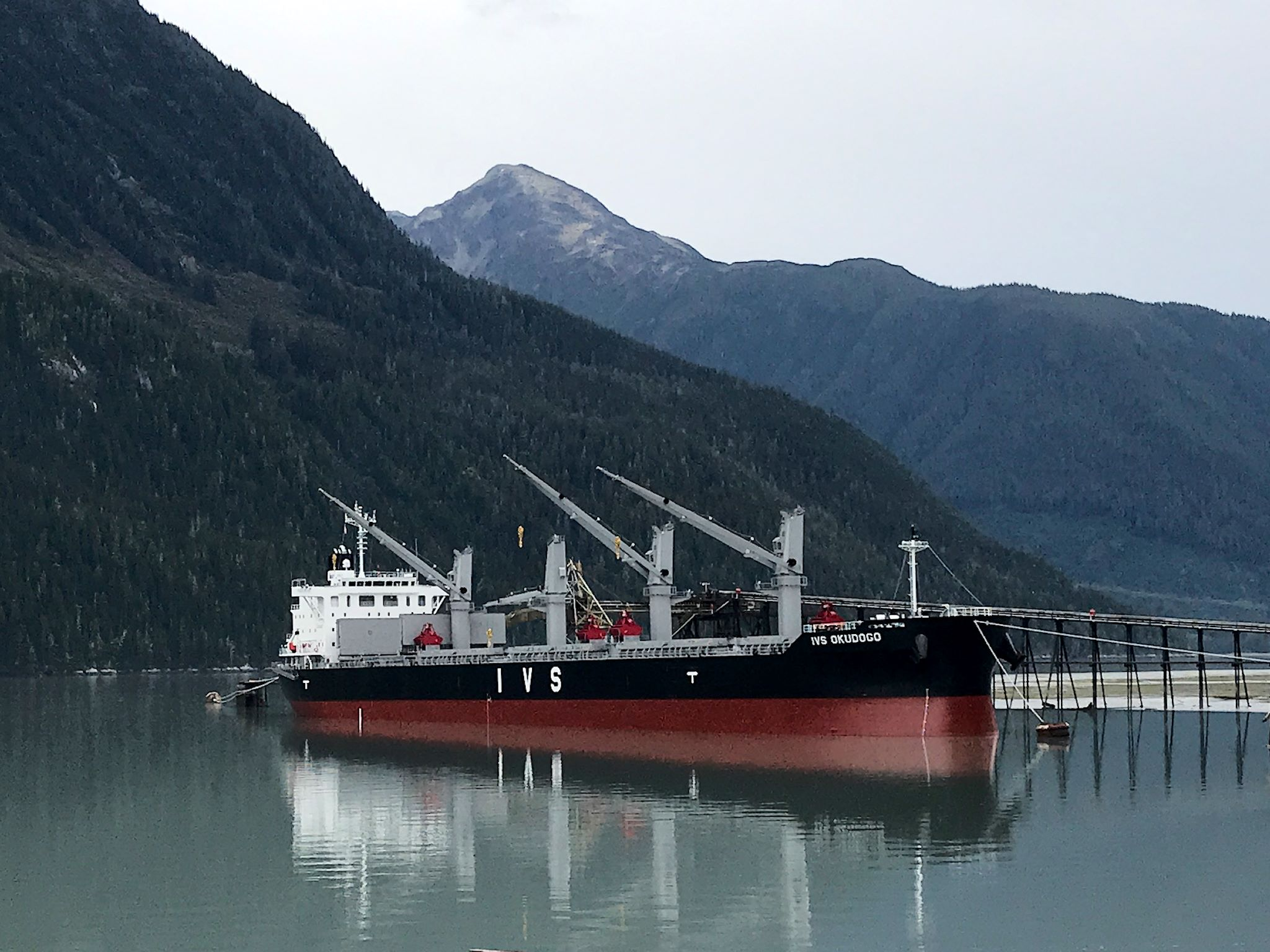
Japanisches Schiff im Hafen von Stewart

Der nur noch regional bedeutende Hafen ist der nördlichste, ganzjährig eisfreie Pazifikhafen Kanadas, der Ausbau des Highway 37, dessen Abzweig bei Meziadin Junction als Highway 37A über Stewart bis zur Grenze bei Hyder führt, lässt dessen Bedeutung aber zugunsten von Prince Rupert schwinden.
Zwischen dem Stadtzentrum und dem Bear River befindet sich der Flughafen von Stewart (IATA-Flughafencode: ZST, ICAO-Code: CZST, Canada Identifier: -). Der Flugplatz hat nur eine asphaltierte Start- und Landebahn von 1.189 Meter Länge.

Auf dem Bear River und etwas südlich der Gemeinde, befindet sich der örtliche Wasserflugplatz (IATA-Flughafencode: -, ICAO-Code: -, Canada Identifier: CAC9).